# Incursión española en La Goleta (1617)
La incursión española en La Goleta de 1617 fue un ataque llevado a cabo por el capitán español Octavio de Aragón sobre La Goleta, principal puerto del Túnez otomano, en respuesta a actos de la piratería berberisca. Ordenado por el virrey de Nápoles, Pedro Téllez-Girón, duque de Osuna, tuvo como consecuencia la destrucción de la armada tunecina en puerto.

## Trasfondo
En octubre de 1617, a pesar de las continuas actuaciones hispánicas contra la piratería, Osuna recibió informes de la actividad de piratas berberiscos y turcos en las costas de Levante, por lo que ordenó una razia contra el cercano puerto de Túnez, habitual centro de piratería berberisca. La operación recayó sobre el siciliano Octavio de Aragón, veterano capitán de Osuna que había llevado a cabo el bombardeo de Constantinopla el año anterior, y al que Osuna encomendó "abrasar y pasar a cuchillo todo género de corsarios que hallasen". Octavio recibió el mando de seis galeras reales, entre las que se hallaba la capitana La Negra, y cinco buques de vela, entre ellos un galeón, tres naos y un patache.

## Batalla
Como en las anteriores incursiones cristianas a La Goleta, Aragón se infiltró con su flota en el puerto de La Goleta, donde halló atracada la armada local, que en ese momento se componía de diez bajeles a vela. Los españoles atacaron y quemaron los barcos, en uno de los cuales iba el bajá de Túnez, Yusuf Dey, que se vio obligado a desembarcar y refugiarse en la fortaleza del puerto, de antigua construcción española, para escapar del ataque. Octavio y los suyos no lograron saquear demasiado debido a que el fuego destruyó con rapidez las mercaderías, pero se hicieron con pequeñas cantidades por valor de varios cequíes de oro.

## Consecuencias
Once días después de salir de Túnez, la flota de Aragón se topó con 12 galeras turcas que iban en dirección contraria, atacándolas y capturando 7 antes de que el resto lograse escapar. Entre las naves capturadas estaba la capitana turca, en la que viajaba el antiguo bajá de Salónica, que fue tomado como rehén. El Duque de Osuna mandó tratar al bajá como correspondía a su rango, y le permitió marchar a Constantinopla para reunir su rescate dejando a su hijo adolescente como rehén, regalándole además 15 esclavos moros para su servicio en el viaje. El rescate consistió en fastuosos regalos, uno de los cuales consistía en un juego de tazas con la supuesta facultad de romperse al contacto con el veneno.
La armada española volvería a asaltar La Goleta en tres ocasiones los años siguientes, al mando de Francisco de Ribera en 1619, Diego Pimentel en 1621 y Álvaro de Bazán y Benavides en 1623, destruyendo todas las veces las naves locales.